# ファン・エイク (小惑星)
ファン・エイク (9561 van Eyck) は小惑星帯に位置する小惑星。ベルギーの天文学者エリック・ヴァルター・エルストがヨーロッパ南天天文台で発見した。
初期フランドル派の画家、ヤン・ファン・エイク（Jan Van Eyck, 1390年頃 - 1441年）に因んで命名された。